# Slobodan Mašić
Slobodan Mašić (Beograd, 3. septembar 1939 — Beograd, 25. maj 2016) bio je velikan grafičkog dizajna, arhitekta i nezavisni izdavač.

## Biografija
Diplomirao je na arhitektonskom fakultetu Beogradskog univerziteta 1964. godine.
Zajedno sa suprugom Savetom Mašić, Marijom Čudinom, Leonidom Šejkom, Borom Ćosićem i Dragošem Kalajićem, osniva Nezavisna izdanja 1966. godine, a zatim, iste godine stvara i svoj prvi plakat, povodom izložbe Radomira Damjanovića Damjana u Domu omladine Beograda, a 1968. godine osnivaju Studio Structure.
Već od studentskih dana, Slobodan Mašić bio aktivni član beogradske kulturne scene. Najpre kao novinar likovne rubrike u studentskom časopisu Vidici, zatim kao urednik istog časopisa. Ni politika nije strana Mašiću, pa se već u studentskim danima pronalazi u ulozi predstavnika tehničkih fakulteta, da bi kasnije učestvovao i na javnim panelima u beogradskom Domu omladine.
U ulozi grafičkog dizajnera, krajem šezdesetih godina, sarađivao je sa Borom Ćosićem na neoavangardnom časopisu Rok – časopis za estetičko ispitivanje stvarnosti. Grafički će oblikovati i časopis Umetnost, kao i prvi broj zagrebačke publikacije Enciclopedia moderna.

## Tvorac vizuelnog identitetaBitefa
Slobodan Mašić je zajedno sa suprugom Savetom je kreirao čuveni logo beogradskog pozorišnog festivala Bitef, koji je godinama dobijao novu vizuelnu interpretaciju. Igra zvezda na loptastoj osnovi je bio osnovni motiv, duhovito ponavljan godinama, ali uvek na novi način.

## Plakati za pozorište i film
Njegova plakatska produkcija, obuhvata plakate iz perioda 1966—1996 nije bila velika. Tek nekih osamdesetak radova nastalih u pedeset godina rada. Oni su međutim, rađeni za neke od ključnih kulturnih manifestacija tadašnje srpske kulturne industrije – poput festivala Bitef i Fest, zatim za pozorište Atelje 212, Dom omladine, Muzej afričke umetnosti, Muzej savremene umetnosti i beogradski Studentski kulturni centar.
Grafički će oblikovati i filmove crnog talasa poput Ranih radova Želimira Žilnika i Nevinosti bez zaštite Dušana Makavejeva.
Kao dizajner Slobodan Mašić bio je veoma jakog karaktera i uvek je insistirao na autorstvu. Nije izvršavao zadatke, već obrtao uloge naručioc – dizajner i nije dopuštao nikakvo uslovljavanje.

## Izdavaštvo
Godine 1966. pokrenuo je ediciju Nezavisna izdanja sa Leonidom Šejkom i Marijom Čudinom. Izdavačka kuća Nezavisna izdanja Slobodana Mašića ostaće zabeležena kao uporan vid borbe slobodnog umetnika i nezavisnog intelektualca na književnom i umetničkom tržištu.
U okviru izdavačke kuće Nezavisna izdanja, objavio je oko 500 naslova. Nezavisna izdanja su zapravo predstavljala prvu privatnu inicijativu – privatnu izdavačku kuću - u bivšoj Jugoslaviji.
Neke od objavljenih knjiga su imale velike tiraže. Muka sa rečima (Milovan Danojlić) je imala pet izdanja i ukupan tiraž od oko 10 000 primeraka, što je za jednu esejističku knjigu kod nas nezapamćen tiraž. 
Veliki broj izdanja je takođe imao i Lek od breskvinog lišća, Zorice Kuburović – čak pet izdanja; svako izdanje po 3000 primeraka.
Nezavisna izdanja su imala fantastičnu podršku knjižarske mreže. Najznačajnije knjižare u zemlji su držale knjige i davale poseban kutak u knjižari. 
Dešavalo se da najznačajnija i najveća knjižara Mladost u Ilici (Zagreb), povadi sve knjige iz izloga i nedelju dana drži samo knjige Nezavisnih izdanja u izlogu.
Osim Nezavisnih izdanja, kao prvi nezavisni izdavač u bivšoj Jugoslaviji, pokrenuo je edicije “Nova” (1984), “Ogledalo” (2003), “Crvene sveske” (2003). Tokom četiri decenije rada u oblasti slobodnog izdavaštva, iskusivši da neke od njegovih knjiga budu i sudski gonjene, objavio je nekoliko stotina izdanja u više stotina hiljada primeraka.

## Dizajn
Na originalnim plakatima za Bitef, Fest i ostale manifestacije i institucije, mogu se videti fotografije mnogih poznatih umetnika. Usta Jovana Ćirilova, uho Ljube Stojića, glumci koji su zapravo u tim pozorišnim predstavama... Na Bitefovom plakatu sa osicama, u vidu raznih znakova na licu, pozirao je Lukijan, slikar. Tu je i Peđa Nešković, koji stoji na dva plakata.
Autor je velikog broja pozorišnih plakata, za predstave Troil i Kresida, Lažni car Šćepan Mali, Bure baruta… 
Izlagao je na Bijenalu u Veneciji i na izložbama u Evropi, SAD i Japanu. 
Istorijski posmatran, Slobodan Mašić, kao predstavnik autorskog dizajna i svih izdavačkih poduhvata kojima se bavio, apsolutno je prva, specifična i jedinstvena ličnost. I pored brojnih doprinosa koje je dao u svojoj dugoj delatnosti, Slobodan Mašić je, u osnovi, bio čovek duboke posvećenosti i duhovne predanosti, pasioniran istraživač i sledbenik jedne ideje koja je učinila principe života i rada smislenim i trajnim u tekućoj memoriji vremena.
Sa suprugom Savetom Mašić bio je tvorac vizuelnog identiteta Bitefa, a radio je, između ostalog, i grafička rešena Festa od 1971. do 1976. godine, dizajn filmova “Rani radovi” Želimira Žilnika (1968) i "Nevinost bez zaštite" Dušana Makavejeva (1968), scenografiju pozorišne predstave “Karamazovi” (Predrag Bajčetić) u Ateljeu 212 u Beogradu (1968), seriju plakata u radionici serigrafije Studentskog centra u Zagrebu, seriju plakata “Slika sveta”, Manifest za ujedinjenje Evrope (s Dragošem Kalajićem, 1972), postavku Muzeja afričke umetnosti (1975).

## Izložbe
Izlagao je na samostalnim izložbama u Beogradu (Muzej primenjene umetnosti i Salon Muzeja savremene umetnosti, 1973), Bijenalu u Veneciji (1972) i na grupnim izložbama u Varšavi, Tojami (Japan), Kolorado Springsu, Kilu, Brnu, Štutgartu, Parizu, Ljubljani (BIO), Zagrebu (ZGRAF) i dr.

## Priznanja
Dobitnik je nagrade Bijenala u Brnu (1975), nagrade Oktobarskog salona (1971), dve Zlatne medalje BIO u Ljubljani, nagrade Sterijinog pozorja, dve Velike nagrade Majskog salona u Beogradu, posebne nagrade prvog Bijenala scenskog dizajna (1997).
Od 1966. godine bio je u statusu samostalnog umetnika pri ULUPUDS-u.
Osnivač je Kontakta, smotre grafičkog dizajna u Galeriji Grafičkog kolektiva u Beogradu.
Bio je predsednik beogradskog Art Director Club-a.
Bio je potpredsednik Akademije arhitekture Srbije, te član njenog Saveta od osnivanja 1995. godine.

## Ostvarenja
- Plakat za 10. BITEFGrafički dizajn lista nove levice “Susret” (1968)
- Projekat kuće budućnosti (sa M. Perovićem, Lj. Perović i S. Mašić, 1969)
- Grafička rešenja BITEF-a (od 1970)
- Grafička rešenja [[FEST]]-a od 1971. do 1975.
- Dizajn filma “Rani radovi” Želimira Žilnika (1968)
- Dizajn filma “Nevinost bez zaštite” D. Makavejeva (1968)
- Scenografija pozorišne predstave “Karamazovi” (P. Bajčetića) u Ateljeu 212 u Beogradu (1968)
- Плакат за позоришну представу Троил и Кресида у Југословенском драмском позоришту у Београду из 1994. године.Serija plakata u radionici serigrafije Studentskog centra u Zagrebu
- Serija plakata “Slika sveta”
- Manifest za ujedinjenje Evrope (sa D. Kalajićem, 1972)
- Postavka Muzeja afričke umetnosti (1975)
- Digitalni album 2003URB (sa D. Miletićem, 2003)
- Digitalni album “Crvene sveske” (sa G. Babićem, 2003) i dr.

## Tirnanić o Slobodanu Mašiću
Mašićev dizajn, kako je još početkom 70-ih istakao Bogdan Tirnanić, jeste aktivnost čije vrednosti nadaleko prevazilaze okvire samo jedne likovne discipline.
“Mašić je danas jedan od naših retkih dizajnera koje je nemoguće ‘najmiti’ za određeni posao ukoliko oni u njemu, osim uobičajenih profesionalnih zadataka, ne pronalaze i neke druge razloge. U slučaju Mašića ti drugi razlozi su prilično brojni. Celokupna njegova delatnost, počevši od studentskih dana i revije ‘Vidici’ do ‘nezavisnih autorskih izdanja’, jeste akcija u kojoj je profesionalca zamenio čitav čovek. Čovek koji u svemu što radi ne vidi mogućnost realizacije samo svojih kreativnih sposobnosti, već šansu da se potvrdi kao kompletna ličnost, i to u životu koji je slobodno izabrao za svoj”, naveo je Tirnanić.

## Zaostavština

### Muzej primenjene umetnosti u Beogradu
Zaostavština Slobodana i Savete Mašić , koja se odnosi na vizuelne komunikacije – arhitekturu, dizajn plakata, knjiga, časopisa, publikacija, špica za filmove, TV emisije i dr. – nalaze se u Muzeju primenjene umetnosti u Beogradu.
Na izložbi „Mašić“ održanoj 2018. godine u Muzeju primenjene umetnosti, prikazan je veći deo radova Slobodana i Savete Mašić, a izložba je osvojila „Nagradu Lazar Trifunović“, priznanje DIUS (Društva istoričara umetnosti Srbije) za najbolju autorsku izložbu savremene likovne umetnosti u 2018. godini.

### Udruženje za kulturu, umetnost i međunarodnu saradnju „Adligat“
Na inicijativu osnivača „Adligata“ Srbe Ignjatovića, udovica i dugogodišnja saradnica Saveta, odlučila je da „Adligatu“ pokloni deo Slobodanove i njene zaostavštine. Poklonila je ostatak njihove izdavačke delatnosti „Nezavisnh izdanja“ (1966-2016), deo njihove lične biblioteke, arhivu izdavačke kuće i rukopise neštampanih knjiga.
Ukupno više od 27.000 komada publikacija slavnih Mašićevih „Nezavisnh izdanja“, između ostalog više stotina knjiga sa posvetama, kao i više stotina izuzetnih stranih arhitektonskih časopisa.
Među knjigama i časopisima iz srpske i jugoslovenske literature, filozofije, sociologije i likovnih umetnosti našlo se i nekoliko desetina izuzetno važnih posveta autora. Posebnu zbirku čine časopisi iz oblasti arhitekture, umetnosti i dizajna sakupljani iz celog sveta od 1970. do 1980. godine.

## Spoljašnje veze
- "stillinbelgrade.com/great-names-of-graphical-design-at-kc-grad  KC Grad"
- "www.ueps.org.rs/preminuo-slobodan-masic  Udruzenje za trzisne komunikacije Srbije"
- "www.atelje212.rs/vesti/preminuo-slobodan-masic Atelje 212"